# اورسولا ولفل
اورسولا ولفل (آلمانی: Ursula Wölfel)، از نویسندگان ادبیات کودک و نوجوان آلمان است.

## زندگی‌نامه
اورسولا ولفل در ۱۶ سپتامبر ۱۹۲۲ در شهر هامبورن، بخشی از دویسبورگ، زاده شد. او در رشته زبان آلمانی، تاریخ هنر و تعلیم و تربیت تحصیل کرد. ولفل در سال ۱۹۴۳ با آرشیتکتی به نام مهندس هاینریش ولفل ازدواج کرد. سال بعد دخترش بتینا به دنیا آمد؛ اما شوهرش در سال ۱۹۴۵ در جنگ جهانی دوم دراسارت درگذشت. ولفل پس از جنگ جهانی دوم مربی مدرسه شد. او آموزش زنان آموزگار را برعهده گرفت، و دستیار تعلیم و تربیت انستیتوی یوگنهایم در برگشتراسه شد. او از سال ۱۹۵۵ تا سال ۱۹۵۸ معلم ویژه در دارمشتات بود. ولفل در دهه ۱۹۶۰ همکار آکادمی کلاوس دودرر Klaus Doderer، برای پژوهش در کتاب‌های کودکان و نوجوانان شد. او در سال ۱۹۵۹ نخستین داستانش را به نام «هانس خوشبخت» منتشر کرد، و از سال ۱۹۷۲ به عضویت انجمن قلم آلمان درآمد. اورسولا ولفل بیش از چهل کتاب داستان و رمان برای کودکان و نوجوانان آلماتی نوشته‌است که در بیشتر آن‌ها آرزوها، گرفتاری‌ها، و مشکلات خانوادگی، شخصی و اجتماعی کودکان و نوجوانان آلمانی را مطرح می‌کند. او جایزه‌های گوناگونی دریافت کرده‌است.
اورسولا ولفل در ۲۳ ژوئیه ۲۰۱۴ در هایدلبرگ درگذشت.

### برگردان کتاب‌های او به فارسی
- تندپا و بادپا. مترجم: کمال بهروزکیا. نشر شورا. چاپ اول ۱۳۷۱. شابک ۰−۴۸۹−۳۶۹−۹۶۴−۹۷۸ / کتاب سال ۱۳۷۲[۱]
- مسافرت هنا. مترجم: کمال بهروزکیا. نشر دوست. چاپ اول ۱۳۷۵. شابک ۴−۳−۹۱۴۴۲−۹۶۴[۲]
- انتقامجوی سرخ. مترجم: کمال بهروزکیا. انتشارات ویژه نشر. چاپ اول ۱۳۸۲. شابک ۳−۱۰−۷۴۴۰−۹۶۴[۳]
- ستاره پرنده. مترجم: مسعود حجوانی. انتشارات قدیانی، کتاب‌های بنفشه. چاپ اول ۱۳۸۵. شابک ۵−۴۴۴−۴۱۷−۹۶۴
- باغ یوشی. مترجم: کمال بهروزکیا. انتشارات ویژه نشر. چاپ اول ۱۳۹۵. شابک ۷-۶۷-۷۴۴۰-۹۶۴-۹۷۸[۴]
- دخترک پشت دیوار[۵] مترجم: کمال بهروزکیا. انتشارات محراب قلم. کتاب های مهتاب. چاپ اول ۱۳۹۶.شابک ۹۷۸۶۰۰۴۱۳۲۶۲۶
- کی مجسمه های شهر را می دزدد؟. مترجم: کمال بهروزکیا. انتشارات محراب قلم، کتاب‌های مهتاب. چاپ اول ۱۳۹۷. شابک

۹۷۸۶۰۰۴۱۳۲۱۸۳

## جوایز
- ۱۹۶۲ جایزه ادبیات کودک و نوجوان آلمان برای کتاب تندپا و بادپا
- ۱۹۷۲ جایزه ادبیات کودک و نوجوان اتریش، برای کتاب مزرعه‌های سبز و مزرعه‌های خاکستری
- ۱۹۹۱ جایزه Buxtehuder Bule، برای خانه‌ای برای همه
- ۱۹۹۱جایزه ویژه ادبیات کودک و نوجوان آلمان، به خاطر سی سال داستان‌نویسی برای کودکان و نوجوانان آلمانی.